# Аеродром Букурешт
Међународни аеродром Хенри Коанда Букурешт (рум. Aeroportul Internațional Henri Coandă București, IATA: OTP, ICAO: LROP), познат скраћено као Аеродром Букурешт-Отопени по оближњем насељу, је међународни аеродром румунске престонице Букурешта, смештен 17 километара северно од града. То је један од два градска аеродрома Букурешта, мада други аеродром, Аурел Влајку, познат и као Банеаса, има ограничен промет (бизнис летови).
Аеродром Отопени је највећа по величини промета ваздушна лука у Румунији, - 2018. године ту је превезено близу 14 милиона путника. На аеродрому је седиште авио-компанија „ТАРОМ” (национална) и „Блуер”, а сам аеродром је авио-чвориште за још неколико авио-компанија: „Ер Букурешт”, „Рајанер” и „Виз ер”.

## Историја
Током Другом светском рата, Аеродром Отопени је користила Нацистичка Немачка. До 1965. године био је коришћен као војни аеродром и био је једина и највећа главна база румунског вазухопловства. Аеродром Банеаса је до 1965. био једини аеродром у Букурешту који је служио за цивилно ваздухопловство. Са порастом путника који су користили Аеродром Банеаса реновиран је Аеродром Отопени да би био спреман за цивилну употребу. Полетно-слетна стаза је била продужена за 1.200 метара на 3.500 метара, која је тада била и већа од тадашње полетно-слетне стазе на Аеродрому Орли у Паризу. Такође, на аеродрому је грађен и нови терминал за домаће и мећународне летове.
Крајем шездесетих година 20. века, када је Амерички председник Никсон посетио Румунију изграђен је нови ВИП салон, а 13. априла 1970. аеродром је реконструисан, а капацитет је подигнут на 1,2 милиона путника годишње. Са порастом путника, летова и авио-компанија изгађена је још једна полетно-слетна стаза и више рулних стаза за ову нову полетно-слетну стазу.
Године 1997. изграђена је модерна хала за одласке са капацитетом од 1.000-1.200 путника на час и пет модерних авио мостова. Године 2000. почела је модернизација хале за доласке као друга фаза реконструкције.
Данас је Аеродром Хенри Коанда је један од најмодернијих аеродрома у источној Европи и највећи аеродром у Румунији.

## Терминали
Објекти се састоје од једног терминала са три главна објекта (колоквијално названа „Терминали“): сала за одласке, сала за доласке и Фингер Терминал.

## Авио-компаније и дестинације

### Путнички
Следеће авио-компаније обављају редовне заказане и чартер летове на аеродрому Хенри Коанда у Букурешту:
| Airlines                      | Destinations |
| ----------------------------- | --- |
| Aegean Airlines               | Athens |
| AeroItalia                    | Rome–Fiumicino |
| Air France                    | Paris–Charles de Gaulle |
| Air Serbia                    | Belgrade |
| airBaltic                     | Riga |
| Animawings                    | Cluj-Napoca, Dublin (begins 21 July 2025), Iași, Larnaca, Nice, Oradea, Paris–Charles de Gaulle, Stockholm–Arlanda, Tel Aviv (begins 5 October 2025), Timișoara (begins 1 October 2025) Seasonal: Corfu, Dubai-Al Maktoum, Faro, Gran Canaria (begins 3 June 2025), Ibiza (begins 5 June 2025), Kefalonia, Marrakesh, Rhodes, Tenerife–South (begins 1 June 2025), Zakynthos |
| Arkia                         | Seasonal: Tel Aviv |
| Austrian Airlines             | Vienna |
| British Airways               | London–Heathrow |
| Corendon Airlines             | Seasonal: Antalya, Gazipaşa |
| Croatia Airlines              | Seasonal: Split, Zagreb (begins 1 July 2025) |
| Dan Air                       | Dublin, Larnaca, London–Luton , Turin (begins 17 June 2025), Valencia, Zaragoza (begins 17 June 2025) |
| El Al                         | Tel Aviv |
| Eurowings                     | Düsseldorf, Stuttgart |
| flydubai                      | Dubai–International |
| FlyLili                       | Seasonal charter: Tel Aviv (begins 30. мај 2025.) |
| FlyOne                        | Brussels (begins 28 June 2025), Tel Aviv (begins 5 June 2025), Verona (begins 10 June 2025) |
| HiSky                         | Barcelona, Brussels, Chișinău, Cluj-Napoca, Dublin, Frankfurt, Málaga, New York–JFK, Oradea, Paris–Charles de Gaulle, Tel Aviv, Timișoara |
| Israir                        | Tel Aviv |
| KLM                           | Amsterdam |
| LOT Polish Airlines           | Warsaw–Chopin |
| Lufthansa                     | Frankfurt, Munich |
| Luxair                        | Luxembourg |
| Norwegian Air Shuttle         | Oslo Seasonal: Helsinki (begins 3 June 2025), Stockholm–Arlanda |
| Pegasus Airlines              | Istanbul–Sabiha Gökçen Seasonal: Antalya |
| Qatar Airways                 | Doha |
| Ryanair                       | Amman–Queen Alia, Beauvais, Bergamo, Berlin, Birmingham, Bologna, Bristol, Catania, Charleroi, Dublin, Edinburgh, Lamezia Terme, Leeds/Bradford, London–Stansted, Madrid, Málaga, Malta, Manchester, Marseille, Milan–Malpensa, Naples, Paphos, Pescara, Pisa, Rome–Ciampino, Tel Aviv, Thessaloniki, Tirana, Treviso, Vienna Seasonal: Chania, Corfu, Genoa, Palermo, Palma de Mallorca, Perugia, Skiathos, Zadar |
| Scandinavian Airlines         | Copenhagen (resumes 4 May 2025) |
| Sky Express                   | Seasonal charter: Heraklion |
| SunExpress                    | Antalya |
| Swiss International Air Lines | Zurich |
| TAROM                         | Amman–Queen Alia, Amsterdam, Athens, Baia Mare, Beirut, Belgrade, Brussels, Budapest, Cairo, Chișinău, Cluj-Napoca, Frankfurt, Iași, Istanbul, Madrid, Oradea, Paris–Charles de Gaulle, Prague, Rome–Fiumicino, Satu Mare, Sofia, Suceava, Tel Aviv, Timișoara Seasonal: Nice, Thessaloniki |
| Turkish Airlines              | Istanbul |
| Wizz Air                      | Alicante, Athens, Barcelona, Bari, Basel/Mulhouse, Beauvais, Bergamo, Billund, Birmingham, Bologna, Castellón, Catania, Charleroi, Chișinău, Copenhagen, Dortmund, Dubai–International, Eindhoven, Friedrichshafen (begins 2 August 2025), Hahn (begins 1 August 2025), Hamburg, Larnaca, Leeds/Bradford, Leipzig/Halle, Lisbon, Liverpool, London–Luton, Lyon, Madrid, Málaga, Malmö, Malta, Memmingen, Milan–Malpensa, Nice, Nuremberg, Pisa, Rome–Fiumicino, Salerno, Sandefjord, Seville, Stockholm–Skavsta, Stuttgart, Tel Aviv, Tenerife–South, Treviso, Trieste, Turin, Valencia, Zaragoza Seasonal: Alghero, Antalya, Corfu, Gran Canaria (begins 17 June 2025), Heraklion, Jeddah, Marrakesh, Mykonos, Palma de Mallorca, Santander, Santorini, Zakynthos |

### Карго
| Airlines      | Destinations                  |
| ------------- | ----------------------------- |
| DHL Aviation  | Leipzig/Halle, Milan–Malpensa |
| Turkish Cargo | Istanbul                      |
| UPS Airlines  | Cologne/Bonn                  |